# Pierre Bodin
Pour les articles homonymes, voir Bodin.
Pierre Bodin, né le 23 mars 1934 à Saint-Marsault (aujourd'hui incorporé dans La Forêt-sur-Sèvre) dans les Deux-Sèvres et mort le 12 décembre 1981 à Clermont-Ferrand, est un joueur de football français, qui évoluait au poste de défenseur, avant de devenir ensuite entraîneur.

## Biographie

### Carrière de joueur

#### Carrière en club
Pierre Bodin commence sa carrière au Racing Club de Paris. Il joue ensuite en faveur du FC Tours. Il termine sa carrière à l'EDS Montluçon.
Il dispute un total de 99 matchs en Division 1, inscrivant un but. Il joue également deux matchs en Coupe des villes de foires.

#### Carrière en sélection
Il participe avec l'équipe de France olympique aux Jeux olympiques de 1960. Lors du tournoi olympique, il joue deux matchs : contre l'Inde, et la Hongrie.

### Carrière d'entraîneur
Il entraîne l'EDS Montluçon de 1967 à 1973. Avec cette équipe il se classe premier du Groupe Sud-Ouest de CFA en 1968, obtenant ainsi une promotion en Division 2.